# Conioscinella iota
Conioscinella iota är en tvåvingeart som först beskrevs av Malloch 1934.  Conioscinella iota ingår i släktet Conioscinella och familjen fritflugor. Inga underarter finns listade i Catalogue of Life.